# ケイシー・コールマン
ジョゼフ・ケイシー・コールマン（Joseph Casey Coleman, 1987年7月3日 - ）は、アメリカ合衆国フロリダ州リー郡フォートマイヤーズ出身のプロ野球選手（投手）。右投左打。メキシカンリーグのユカタン・ライオンズ所属。

## 経歴

### カブス時代
2008年のMLBドラフト15巡目（全体461位）でシカゴ・カブスから指名を受けてプロ入り。同年は傘下のマイナー3球団（A-級ボイシ・ホークス、A級ピオリア・チーフス、A+級デイトナ・カブス）でプレーした。
2009年は、AA級テネシー・スモーキーズに昇格して全て先発で27試合に登板して14勝6敗・防御率3.68の成績を残した。この年挙げた14勝はサザンリーグの最多勝であり、カブスの最優秀マイナー投手にも選ばれた。
2010年は、開幕をAAA級アイオワ・カブスで迎え、全て先発で20試合に登板して10勝7敗・防御率4.07の成績を残した。8月2日のミルウォーキー・ブルワーズ戦でメジャーデビューを果たした。同年カブスでは12試合に登板して4勝2敗・防御率4.11の成績を残した。
2011年と2012年は、メジャーとマイナーを行き来する事が多く、メジャーでの成績は振るわなかった。
2013年は、一年間AAA級アイオワに在籍し、メジャーでの登板は無かった。
2014年4月14日にFAとなった。

### ロイヤルズ時代
2014年4月16日にカンザスシティ・ロイヤルズとマイナー契約を結び、傘下のAAA級オマハ・ストームチェイサーズに配属された。5月16日に昇格し、同日のボルチモア・オリオールズ戦で2年ぶりにメジャー復帰したが、この年のメジャー登板はほとんどが9月以降だった。ロイヤルズでは10試合に登板、1勝0敗・防御率5.25の成績を残した。12月15日にDFAとなった後、24日にAAA級オマハに配属された。
2015年6月30日に2015年パンアメリカン競技大会のアメリカ合衆国代表に選出されたことが発表され代表入りしている。同大会では決勝のカナダ戦でサヨナラ負けし、準優勝で銀メダルを獲得した。
オフの10月5日に自由契約となる。また、10月21日に第1回WBSCプレミア12のアメリカ合衆国代表に選出されたことが発表された。

### ロイヤルズ退団後
2015年12月17日にシアトル・マリナーズとマイナー契約を結んだ。
2016年は開幕から傘下のAAA級タコマ・レイニアーズでプレーしていたが、7月1日に自由契約となった。7月7日にタンパベイ・レイズとマイナー契約を結び、傘下のAAA級ダーラム・ブルズへ配属された。オフの11月7日にFAとなった。
2017年4月7日に独立リーグ・アトランティックリーグのニューブリテン・ビーズと契約した。その後4月30日にヒューストン・アストロズとマイナー契約を結び、5月3日に傘下のAAA級フレズノ・グリズリーズへ配属された。7月6日に自由契約となり、24日にニューブリテン・ビーズへ復帰した。ニューブリテンにはシーズン終了まで在籍した。
2018年5月26日に独立リーグ・アトランティックリーグのシュガーランド・スキーターズと契約した。7試合（先発6試合）に登板して3勝0敗、防御率0.96、38奪三振の成績を残した。7月5日にはカブスとマイナー契約を結び、AAA級アイオワへ配属された。
2019年2月24日にニューヨーク・メッツとマイナー契約を結んだが、7月4日に自由契約となった。7月23日にメキシカンリーグのティフアナ・ブルズと契約した。
2022年3月1日にメキシカンリーグのユカタン・ライオンズと契約した。

## 人物

### 親子孫三代メジャーリーガー
コールマン家は三世代でメジャー経験があり、全員が投手としてメジャーでプレーしている。祖父ジョー・シニアはフィラデルフィア・アスレチックス等で活躍し、1948年にはオールスターに選出されており、実働10年で通算52勝。父ジョー・ジュニアもデトロイト・タイガース等で活躍し、こちらも1972年にオールスターに選出されており、実働15年で通算142勝。引退後もコーチやスカウトとして長く球界に携わっている。その後、孫ケイシーが2010年にメジャーデビューして史上5組目の「親子孫三代メジャーリーガー」及び史上初の「親子孫三代投手のメジャーリーガー」となった。

## 詳細情報

### 年度別投手成績
| 年 度    | 球 団    | 登 板 | 先 発 | 完 投 | 完 封 | 無 四 球 | 勝 利 | 敗 戦 | セ 丨 ブ | ホ 丨 ル ド | 勝 率 | 打 者 | 投 球 回 | 被 安 打 | 被 本 塁 打 | 与 四 球 | 敬 遠 | 与 死 球 | 奪 三 振 | 暴 投 | ボ 丨 ク | 失 点 | 自 責 点 | 防 御 率 | W H I P |
| -------- | -------- | ----- | ----- | ----- | ----- | -------- | ----- | ----- | -------- | ----------- | ----- | ----- | -------- | -------- | ----------- | -------- | ----- | -------- | -------- | ----- | -------- | ----- | -------- | -------- | ------- |
| 2010     | CHC      | 12    | 8     | 0     | 0     | 0        | 4     | 2     | 0        | 0           | .667  | 248   | 57.0     | 56       | 3           | 25       | 2     | 2        | 27       | 3     | 0        | 27    | 26       | 4.11     | 1.42    |
| 2011     | CHC      | 19    | 17    | 0     | 0     | 0        | 3     | 9     | 0        | 0           | .250  | 398   | 84.1     | 102      | 10          | 46       | 3     | 4        | 75       | 3     | 1        | 62    | 60       | 6.40     | 1.76    |
| 2012     | CHC      | 17    | 1     | 0     | 0     | 0        | 0     | 2     | 0        | 0           | .000  | 119   | 24.1     | 37       | 5           | 12       | 0     | 0        | 16       | 1     | 0        | 20    | 20       | 7.40     | 2.01    |
| 2014     | KC       | 10    | 0     | 0     | 0     | 0        | 1     | 0     | 0        | 0           | 1.000 | 55    | 12.0     | 16       | 0           | 6        | 0     | 0        | 5        | 0     | 0        | 8     | 7        | 5.25     | 1.83    |
| MLB：4年 | MLB：4年 | 58    | 26    | 0     | 0     | 0        | 8     | 13    | 0        | 0           | .381  | 820   | 177.2    | 211      | 18          | 89       | 5     | 6        | 123      | 7     | 1        | 117   | 113      | 5.72     | 1.69    |

- 2017年度シーズン終了時

### 背番号
- 27（2010年 - 2012年）
- 25（2014年）

### 代表歴
- 2015年パンアメリカン競技大会男子野球アメリカ合衆国代表
- 2015 WBSCプレミア12 アメリカ合衆国代表